# Loi abolissant la mort civile
Lire en ligne

[PDF] texte officiel

La Loi abolissant la mort civile est une loi québécoise qui a retiré la notion de mort civile du Code civil du Bas-Canada et du Code de procédure civile. Elle a été adoptée par le Parlement du Québec en 1906. La loi prévoyait tout de même plusieurs incapacités pour les personnes condamnées à mort.
Les articles de la loi qui régissaient les condamnées à mort ont été abrogés en 1971 avec l’adoption de la Loi modifiant de nouveau le Code civil et modifiant la Loi abolissant la mort civile (L.Q. 1971, chap. 84). Le Code de procédure civile a été remplacé par le Code de procédure civile de 1965 et le Code civil du Bas-Canada a été abrogé en 1993.